# MSNBC
MSNBC est une chaîne d'information en continu du câble diffusée aux États-Unis et au Canada. Son nom est la combinaison de MSN (service de Microsoft) et de NBC (nom générique de chaîne appartenant au groupe NBC Universal). Elle a été lancée le 15 juillet 1996.
Perçue comme l'antithèse du réseau conservateur Fox News, MSNBC est considérée comme l'une des chaînes les plus progressiste (libérale au sens américain) du câble américain, et comme proche du Parti démocrate.
Le site internet msnbc.com n'a plus de rapport avec Microsoft et s'appelle désormais nbcnews.com, NBC continuera toutefois à fournir des contenus d’actualité à MSN.com, le portail internet de Microsoft.
MSNBC et msnbc.com furent fondées en 1996 comme les partenariats de Microsoft et de l'unité NBC General Electric, qui est maintenant NBCUniversal. Le partenariat en ligne de msnbc.com a pris fin le 16 juillet 2012 et le site a été rebaptisé NBCNews.com. MSNBC partage le logo de NBC (un paon arc-en-ciel) avec ses chaînes sœurs NBC, CNBC et NBCSN.

## Historique

### 1996–1999
MSNBC a été lancée le 15 juillet 1996. La première émission, animée par Jodi Applegate, diffusait des bulletins d'informations, des interviews et des éditoriaux.
Pendant la journée l'émission The Contributors, mettant en vedette Ann Coulter et Laura Ingraham propose une couverture en continu de l'information. Tout comme la programmation interactive coordonnée par Applegate, John Gibson et John Seigenthaler.
MSNBC présente à l'époque plusieurs innovations sur le plan de la ligne éditoriale. Tout d'abord ses reportages étaient généralement plus longs et détaillés que ceux diffusés par CNN à l'époque. NBC a également développé des synergies avec son réseau hertzien en diffusant par exemple des reportages réalisés par leurs bureaux en régions sur MSNBC. La chaîne a également progressivement mis davantage l'accent sur la politique. Le Projet pour l'excellence du journalisme (en) a constaté en 2007, à l'issue d'une enquête de sept ans sur les chaînes du câble, que MSNBC cherchait à faire de la politique une marque en introduisant une forte dose d'opinion et de personnalité[réf. nécessaire].

### 2000–2009
En janvier 2001, Mike Barnicle est recruté pour animer une émission sur MSNBC qui est finalement annulée en juin 2001 en raison de coûts de production trop élevés.
En juin 2001, devant les difficultés rencontrées par MSNBC à attirer une audience significative, Steve Ballmer, à l'époque président de Microsoft, déclare qu'il n'aurait pas lancé MSNBC s'il avait su comment ça se déroulerait. 
Après les attentats du 11 septembre 2001, NBC News s'appuie sur MSNBC pour couvrir les informations de dernière minute, mais aussi pour diffuser certains reportages plus longs réalisés par NBC. Les antennes de CNBC et CNBC Europe ont également diffusé MSNBC pendant de longues heures dans la journée suivant les attentats. Cet épisode a également mis en lumière Ashleigh Banfield, qui était présent lors de l'effondrement du bâtiment 7 du World Trade Center alors qu'il couvrait les attentats du 11 septembre. Son émission Region in conflict a par la suite capitalisé sur cette célébrité nouvellement acquise en décrochant des interviews exclusives lors de la guerre d'Afghanistan.
MSNBC, ainsi que d'autres réseaux de presse américains, fut critiquée pour avoir proposé à ses téléspectateurs une couverture médiatique déformée et biaisée de la guerre en Irak.
Le 23 décembre 2005, NBC Universal achète 32 % du capital de la chaîne à Microsoft, afin de consolider son contrôle sur les opérations et permettre à NBC de rapprocher davantage les rédactions de MSNBC et de NBC News. MSNBC.com (le site Web qui est une personne morale distincte de la chaîne de télévision) continuerait à être détenu à parts égales par NBC et Microsoft, ses opérations resteraient en grande partie inchangées. NBC acquiert également l'option, utilisée deux ans plus tard, d'acheter les 18 % de parts restantes détenues par Microsoft dans MSNBC.
Le 7 juin 2006, Rick Kaplan démissionne de son poste de président de MSNBC, après avoir occupé ce poste pendant deux ans. À la suite de cette annonce Dan Abrams, un vétéran de neuf ans de MSNBC et NBC News, est nommé président de la chaîne le 12 juin 2006. Phil Griffin, directeur de NBC News, supervise également MSNBC, tout en continuant à diriger l'émission Today réalisée par NBC News. Dans ce schéma, Abrams rend compte à Griffin.

### Depuis 2010
Durant le mandat présidentiel de Donald Trump, la chaine voit son ancrage partisan auprès du parti démocrate s'accroitre et participe à la polarisation politique des médias. Selon le journal Le Monde, 95 % des américains qui déclarent en 2019 la chaine MSNBC comme leur source principale d'information sont démocrates ou sympathisants démocrates (contre 5 % à être républicains ou sympathisants républicains).
Lors des primaires démocrates de 2020, MSNBC propose une couverture nettement moins favorable de Bernie Sanders que de ses adversaires. Une étude du magazine In These Times sur les trois favoris de la primaire (Joe Biden, Elizabeth Warren et Bernie Sanders) relève que la chaine d'information évoque bien moins souvent dans ses reportages le candidat démocrate-socialiste qu'Elizabeth Warren et surtout que Joe Biden, mais est aussi bien plus négative à son égard.
En 2024, selon les données de l’institut Nielsen, MSNBC totalise aux heures de grandes écoutes 1,22 million de téléspectateurs contre 685 000 téléspectateurs en moyenne à CNN et 2,38 millions de téléspectateurs à Fox News Channel. La part d'audience de MSNBC chute de 57 % dans le mois qui suit la victoire de Donald Trump à l'élection présidentielle de novembre 2024. Sa maison mère prévoit de se séparer de la chaine pour la transformer en chaîne indépendante. Ainsi la chaîne prendra pour nom MS Now et changea de logo, ne pouvant plus utiliser le logo du paon.

## Canada
Une version canadienne de MSNBC appartenant à parts égales à Rogers Media, Shaw Communications et NBCUniversal, a été lancée le 7 septembre 2001. La chaîne était essentiellement la diffusion en direct de la chaîne américaine en remplaçant les publicités, et quelques émissions américaines étaient remplacées afin de remplir les quotas de contenu canadien avec des émissions du réseau CBC ou de CPAC. Deux ans plus tard, dû à un taux d'abonnement faible, la faible pénétration du câble numérique et des quotas canadiens trop élevés, les propriétaires ont déposé une demande au CRTC afin de remplacer la chaîne par la version américaine. La demande a été approuvée en septembre 2004. La chaîne canadienne a mis fin à ses activités le 1er décembre 2004, les câblodistributeurs changeant de source.

## Critiques

### Proximité avec le Parti démocrate
Pour Serge Halimi, l'aile droite du Parti démocrate et ses « relais médiatiques », au nombre desquels MSNBC, « ont adossé leur croisade antirusse aux éléments les plus militaristes et sécuritaires de la société ». Le journaliste Glenn Greenwald, connu pour son « affinité pro-Kremlin », relève qu'« il est presque impossible de regarder MSNBC ou CNN sans être importuné par d'anciens généraux ou agents de la CIA ou du FBI qui travaillent désormais comme commentateurs sous contrats avec ces médias, voire comme reporters ».

### Biais idéologique à gauche
MSNBC est considéré comme un média particulièrement orienté à gauche.  Selon Politico, MSNBC est plus biaisé à gauche que Fox News est biaisé à droite. Selon une étude du Pew Research Center, 85% du contenu diffusé sur MSNBC relève de l'opinion plutôt que de l'information. Donald Trump surnomme la chaîne MSDNC pour dénoncer son allégeance aux démocrates,. 
Selon une étude de l'université Berkeley, MSNBC est une chambre d'écho médiatique. Très peu d'opinion contradictoires s'affrontent et la chaîne est largement biaisée à gauche.

## Identité visuelle (logo)
Comme NBC, le logo de MSNBC est un paon stylisé.

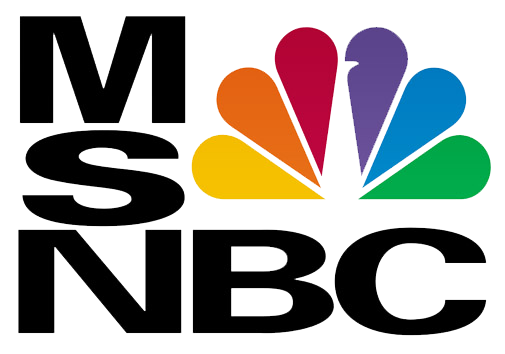
1996–2009
2009–2015
depuis 2015

## Programmation
- Morning Joe, présenté par Joe Scarborough, Mika Brzezinski, et Willie Geist
- The Daily Rundown, présenté par Chuck Todd et Savannah Guthrie (en)
- Jansing & Co., présenté par Chris Jansing et Richard Lui
- Hardball with Chris Matthews, présenté par Chris Matthews
- PoliticsNation with Al Sharpton, présenté par Al Sharpton
- The Ed Show, présenté par Ed Schultz
- The Rachel Maddow Show, présenté par Rachel Maddow
- The Last Word with Lawrence O'Donnell, présenté par Lawrence O'Donnell
- The Beat, présenté par Ari Melber

Anciennes émissions
- Countdown with Keith Olbermann, présenté par Keith Olbermann

## Annexe